# Prezidentské volby v Chorvatsku 2019–20
Prezidentské volby v Chorvatsku se uskutečnily 22. prosince 2019. Vzhledem k tomu, že žádný z kandidátů nezískal v prvním kole většinu, 5. ledna 2020 se konalo druhé kolo, kam postoupili dva kandidáti s nejvyšším počtem hlasů – Zoran Milanović a Kolinda Grabarová-Kitarovičová. V druhém kole pak zvítězil Zoran Milanović se ziskem 52,67 % hlasů.
Šlo o sedmé prezidentské volby od roku 1992.

## Kandidáti
| Jméno                          | Politická strana                                          |
| ------------------------------ | --------------------------------------------------------- |
| Nedjeljko Babić                | Stranka svih čakavaca kajkavaca i štokavaca               |
| Anto Đapić                     | Demokratski savez nacionalne obnove                       |
| Kolinda Grabarová-Kitarovičová | nezávislá                                                 |
| Dario Juričan                  | nezávislý                                                 |
| Mislav Kolakušić               | nezávislý                                                 |
| Dejan Kovač                    | Hrvatska socijalno-liberalna stranka                      |
| Zoran Milanović                | Socijaldemokratska partija Hrvatske                       |
| Dalija Orešković               | nezávislá                                                 |
| Katarina Peović                | Radnička fronta, Socijalistička radnička partija Hrvatske |
| Ivan Pernar                    | Stranka Ivana Pernara                                     |
| Miroslav Škoro                 | nezávislý                                                 |

## Volební průzkumy
V předvolebním průzkumu televize HRT získala 28,3 % Kolinda Grabarová-Kitarovičová, 26,6 % Zoran Milanović a 20,7 % Miroslav Škoro.

## Výsledky

Výsledky voleb 1. kola

Výsledky voleb 2. kola

Volební účast v prvním kole byla 51,20 %, ve druhém kole 55,00 %.
|                                | První kolo  | První kolo | Druhé kolo  | Druhé kolo |
| Jméno                          | Počet hlasů | %          | Počet hlasů | %          |
| ------------------------------ | ----------- | ---------- | ----------- | ---------- |
| Zoran Milanović                | 562 779     | 29,55      | 1 034 389   | 52,67      |
| Kolinda Grabarová-Kitarovičová | 507 626     | 26,65      | 929 488     | 47,33      |
| Miroslav Škoro                 | 465 703     | 24,45      |             |            |
| Mislav Kolakušić               | 111 916     | 5,87       |             |            |
| Dario Juričan                  | 87 882      | 4,61       |             |            |
| Dalija Orešković               | 55 163      | 2,89       |             |            |
| Ivan Pernar                    | 44 057      | 2,31       |             |            |
| Katarina Peović                | 21 387      | 1,12       |             |            |
| Dejan Kovač                    | 18 107      | 0,95       |             |            |
| Anto Đapić                     | 4001        | 0,21       |             |            |
| Nedjeljko Babić                | 3014        | 0,15       |             |            |